# Ann Osgerby
Ann Osgerby (* 20. Januar 1963 in Preston) ist eine ehemalige britische Schwimmerin. Sie gewann eine olympische Silbermedaille. Bei Commonwealth Games erhielt sie je eine Silber- und Bronzemedaille.

## Karriere
Die 1,61 m große Ann Osgerby schwamm für den Wigan SC.
Ihre internationale Karriere begann bei den Commonwealth Games 1978 in Edmonton. Ann Osgerby belegte den achten Platz über 100 Meter Schmetterling und den siebten Platz über 200 Meter Schmetterling. Kurz darauf erreichte Osgerby auch bei den Weltmeisterschaften in West-Berlin beide Endläufe in der Schmetterlingsdisziplin. Sie wurde Sechste über 100 Meter Schmetterling und Siebte über 200 Meter Schmetterling. Zwei Jahre später bei den Olympischen Spielen 1980 in Moskau fand zunächst der Wettbewerb in der 4-mal-100-Meter-Lagenstaffel statt. In der Besetzung Helen Jameson, Margaret Kelly, Ann Osgerby und June Croft gewannen die Britinnen die Silbermedaille hinter der Staffel aus der DDR und vor der Staffel aus der Sowjetunion. Über 200 Meter Schmetterling belegte Ann Osgerby den sechsten Platz. Das Finale über 100 Meter Schmetterling erreichten zwei britische Schwimmerinnen. Ann Osgerby schlug als Vierte hinter drei Schwimmerinnen aus der DDR an, Achte wurde ihre Zwillingsschwester Janet Osgerby.
Bei den Schwimmeuropameisterschaften 1981 in Split erreichte Ann Osgerby den fünften Platz über 100 Meter Schmetterling und den sechsten Platz über 200 Meter Schmetterling. Im Jahr darauf bei den Weltmeisterschaften in Guayaquil erreichte Osgerby den achten Platz über 200 Meter Schmetterling. Die britische Lagenstaffel mit Helen Jameson, Susannah Brownsden, Ann Osgerby und June Croft kam ebenfalls auf den achten Platz. Bei den Commonwealth Games 1982 in Brisbane schwamm Ann Osgerby auf den fünften Platz über 100 Meter Schmetterling und gewann die Bronzemedaille über 200 Meter Schmetterling. Die englische Lagenstaffel mit Catherine White, Susannah Brownsden, Ann Osgerby und June Croft gewann Silber hinter der kanadischen Staffel. 1983 erreichte Ann Osgerby bei den Europameisterschaften in Rom sowohl über 100 Meter Schmetterling als auch über 200 Meter Schmetterling den vierten Platz. 1984 bei den Olympischen Spielen in Los Angeles erreichte Osgerby weder über 100 Meter Schmetterling noch über 200 Meter Schmetterling das A-Finale. Sie war als Ersatzfrau für die Lagenstaffel vorgesehen, kam aber nicht zum Einsatz.